# Sloanea retusa
Sloanea retusa är en tvåhjärtbladig växtart som beskrevs av Hendrik Uittien. Sloanea retusa ingår i släktet Sloanea och familjen Elaeocarpaceae. Inga underarter finns listade i Catalogue of Life.